# Elephant Island
Elephant Island (englisch für „Elefanteninsel“) lautet der Name einer Insel im östlichen Teil der Südlichen Shetlandinseln. Die felsige, unbewohnte Insel ist 245 km nordöstlich der Spitze der Antarktischen Halbinsel im Südlichen Ozean gelegen. Sie ist 1300 km südwestlich von Südgeorgien entfernt und liegt 935 km südlich der Falklandinseln und 885 km südöstlich vom Kap Hoorn. Die Insel befindet sich innerhalb der antarktischen Gebietsansprüche von Argentinien, Großbritannien und Chile.
Brasilien richtete 1988 zwei Standorte an der Nordwestküste der Insel ein, die die Arbeit von bis zu sechs Forschern im Sommer ermöglichten. Davon besteht noch Refúgio Emílio Goeldi, während die nördlich davon gelegene Station Refúgio Engenheiro Wiltgen 1997/98 aufgegeben und abgebaut wurde.

## Entdeckung und Benennung
Die Insel wurde im späten Januar oder frühen Februar des Jahres 1820 vom britischen Seefahrer Edward Bransfield entdeckt und dabei ihre Nordküste grob kartiert. Weitere Kartierungen folgten zwischen 1820 und 1821 durch den britischen Robbenjäger Robert Fildes (1793–1827), der sie nach ihrem Reichtum an See-Elefanten Sea Elephant Island benannte. Ihren heute noch gültigen Namen erhielt sie durch den britischen Robbenjäger George Powell, der hier grobe Vermessungen unternahm und 1822 eine Landkarte veröffentlichte. Fabian Gottlieb von Bellingshausen kartierte die Insel am 29. Januar 1821 und benannte sie russisch Остров Мордвинова (Ostrow Mordwinowa), deutsch ‚Mordwinow-Insel‘. Namensgeber dieser Benennung ist der Admiral Nikolai Semjonowitsch Mordwinow (1754–1845).

## Geografie
Die Insel ist etwa 47 km lang, 27 km breit und weist eine Fläche von 558 km² auf. Sie erreicht mit dem Mount Pendragon eine Höhe von 973 Meter über dem Meer. Die Insel ist fast vollständig vergletschert. Bekannte Punkte sind die Nordost- und die Südspitze, genannt Kap Valentine und Cape Lookout, sowie Point Wild, eine markante Formation an der Nordküste. Der Insel im Süden vorgelagert ist das kleine Rowett Island.

## Flora und Fauna
Die Pflanzenwelt Elephant Islands bleibt aufgrund des widrigen Klimas sehr spärlich. Nur einige unvergletscherte Küstenregionen bieten überhaupt ausreichende Lebensbedingungen. Die Pflanzengemeinschaften dieser Gebiete bestehen vor allem aus Moosen, von denen 22 Arten nachgewiesen wurden, sowie Algen und Flechten. Insgesamt wurden auf Elephant Island und seinen Nachbarinseln über 80 Landpflanzen nachgewiesen.
Auf Elephant Island gibt es zahlreiche Brutkolonien des Zügelpinguins. BirdLife International weist fünf dieser Gebiete als Important Bird Area aus: Saddleback Point (AQ029) an der Nordküste, eine Landspitze westlich von Walker Point (AQ030), Mount Elder (AQ031) und eine Landspitze westlich von Cape Lookout (AQ032) an der Südostküste sowie Stinker Point (AQ033) an der Westküste. Andere, auf Elephant Island vorkommende Meeresvögel sind der Eselspinguin, der Goldschopfpinguin, die Blauaugenscharbe, der Riesensturmvogel, Antarktiksturmvogel, Kapsturmvogel, der Kerguelensturmvogel, der Blausturmvogel, der Schneesturmvogel, die Subantarktikskua, die Buntfuß-Sturmschwalbe, der Schwarzbauch-Meerläufer, der Schwarzbrauenalbatros, der Graukopfalbatros, der Rußalbatros, die Dominikanermöwe und der Weißgesicht-Scheidenschnabel. An Stinker Point wurden im Sommer 2009/10 zwei brütende Paare des Königspinguins gesichtet. An Säugetieren sind der Antarktische Seebär und der Südliche See-Elefant präsent.
Die Einwirkung des Pinguinguanos auf die anstehenden Gesteine führte zur Bildung des Minerals Spheniscidit, dessen Typlokalität Elephant Island ist.

## Tourismus
Mangels sicherer Schiffslandeplätze und wegen ihres widrigen Klimas war die Insel zu keiner Zeit von Menschen bewohnt, obwohl sie als ein sehr guter Standort zur Versorgung der Antarktischen Forschungsstationen rund um das Weddellmeer und von Walfangstationen hätte dienen können. Heute wird sie gelegentlich von Touristenschiffen besucht, wobei eine Landung in Schlauchbooten wegen der widrigen Windverhältnisse nur äußerst selten gelingt. Ein Veranstalter von Abenteuerreisen in diese Region berichtete, dass von 50 Versuchen lediglich zwei Anlandungen geglückt sind.

## Shackleton
Berühmt wurde die Insel, als sie der Mannschaft Ernest Shackletons von April bis August 1916 als Zuflucht diente, nachdem ihr Schiff HMS Endurance von Packeis eingeschlossen worden und gesunken war. Der größte Teil der Gruppe verblieb auf der Insel, während Shackleton mit fünf Gefährten in dem von der Endurance geborgenen Rettungsboot James Caird nach Südgeorgien aufbrach. Nachdem Shackleton Südgeorgien erreicht hatte, wurden die auf der Insel Verbliebenen am 30. August 1916 von dem chilenischen Dampfschiff Yelcho gerettet. Am Point Wild wurde dem Kapitän der Yelcho eine Büste als Denkmal errichtet, das als Historic Site or Monument Nr. 53 unter dem Schutz des Antarktisvertrags steht. Die Inschrift lautet:

„Hier rettete am 30. August 1916 das chilenische Marineschiff ‚Yelcho‘, kommandiert von Luis Pardo Villalon, die 22 Männer der Shackleton-Expedition, die die Zerstörung der ‚Endurance‘ überlebt hatten und viereinhalb Monate auf dieser Insel lebten.“

Der Vordersteven der Yelcho ist heute noch als Denkmal in Puerto Williams auf der chilenischen Insel Navarino zu sehen.

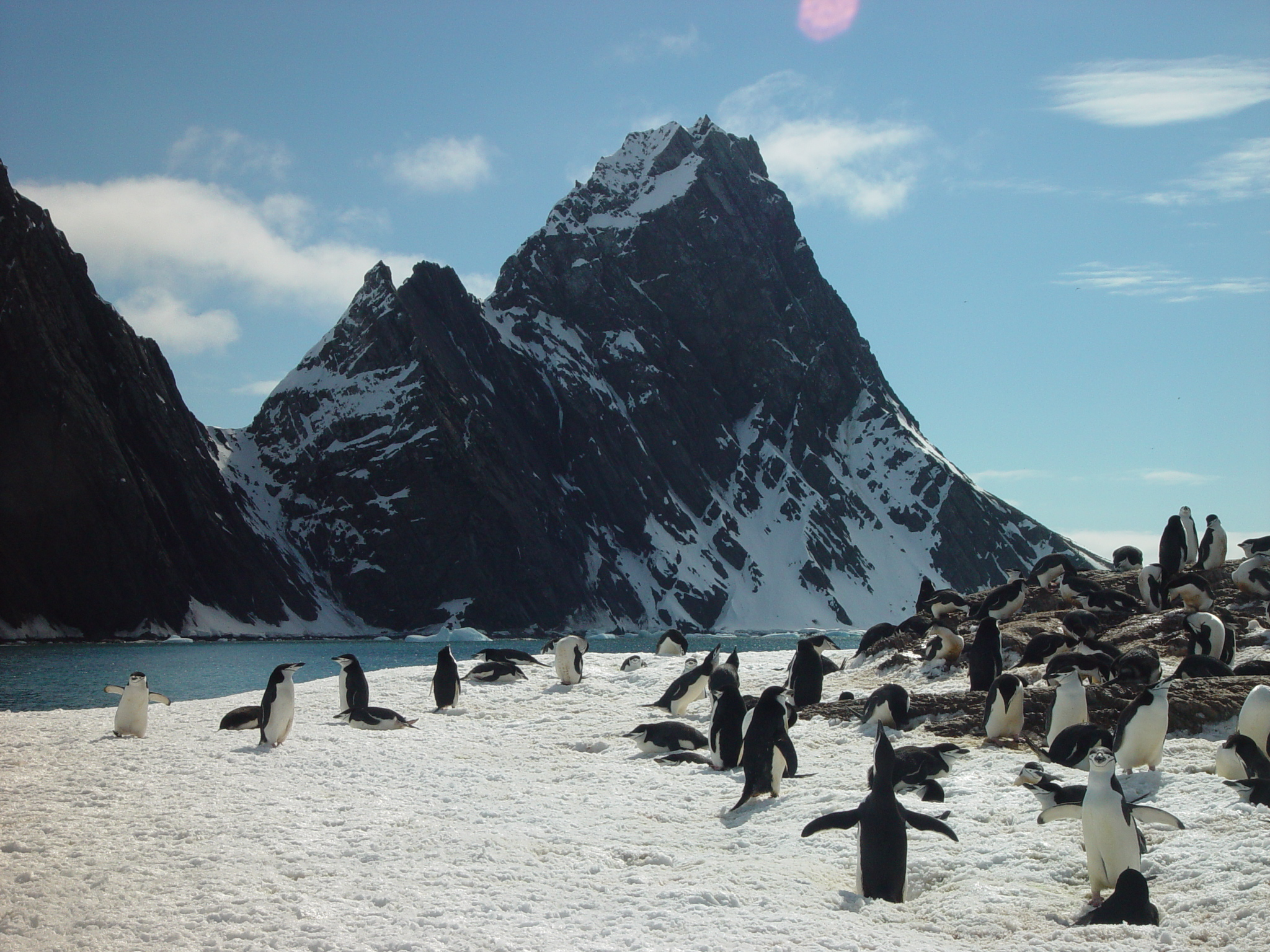
Elephant Island, Point Wild
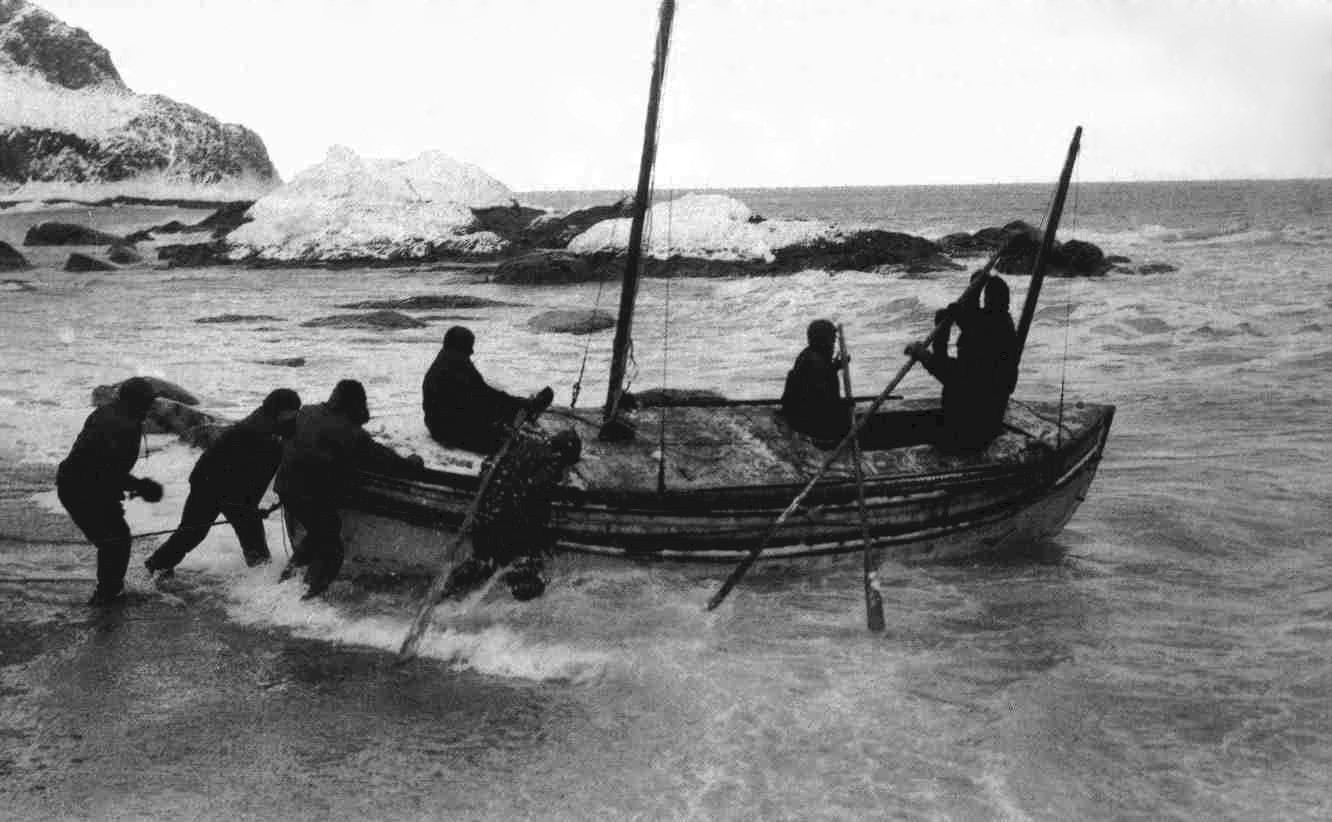
1916: Das Rettungsboot James Caird legt ab
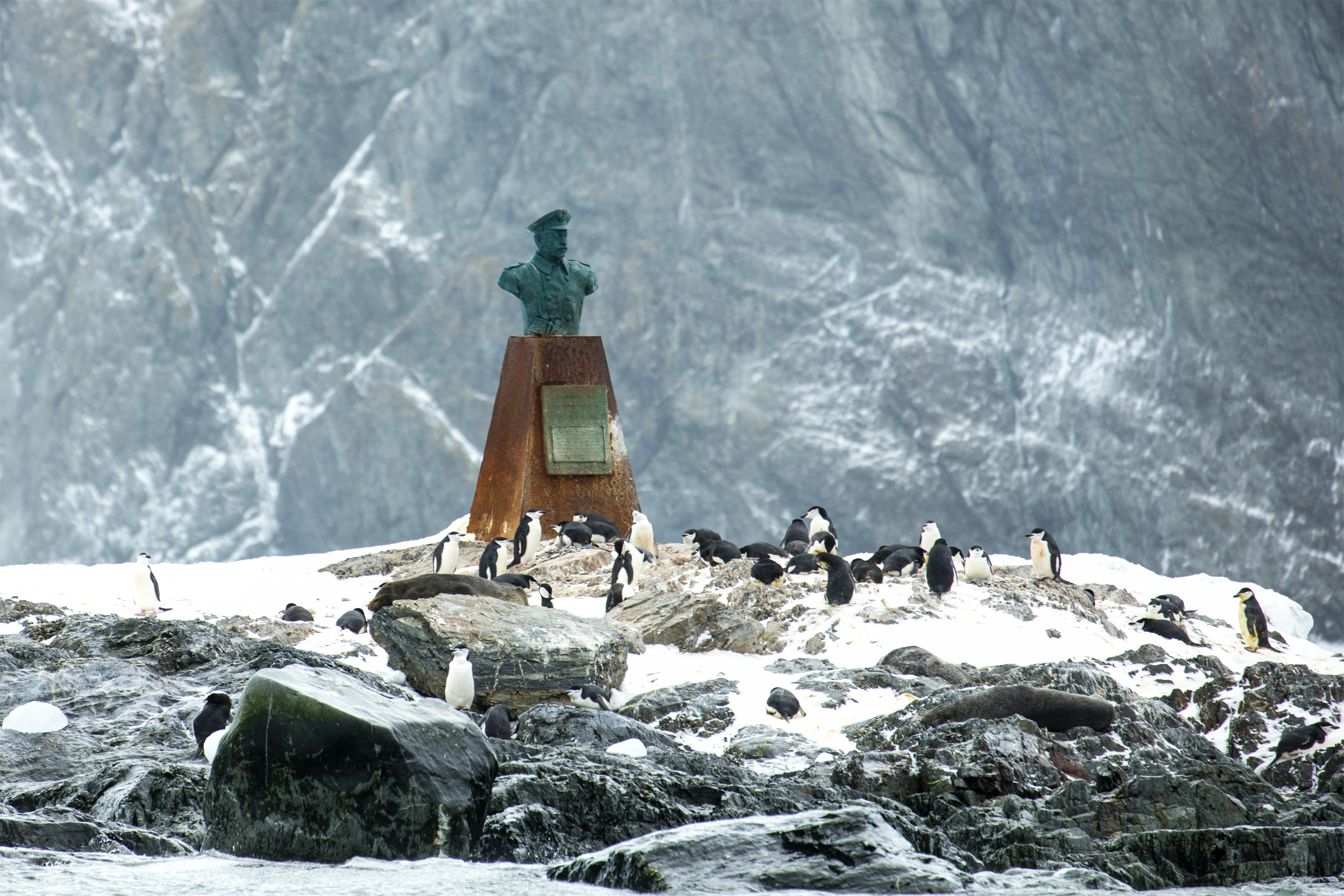
Pardo-Denkmal am Point Wild